# 欽ちゃん&香取慎吾の全日本仮装大賞の作品一覧 (71回 - 80回)
萩本欽一(欽ちゃん)と香取慎吾(元SMAP)が司会を務めた『欽ちゃん&香取慎吾の全日本仮装大賞』の第71回から第80回までの概要と作品の一覧。

## 第71回
欽ちゃん&香取慎吾の第71回新!仮装大賞
- 放送日 - 2004年1月1日(木)18:00 - 20:54 ※生放送
- 会場 - 東京・後楽園ホール
- ナレーター(仮装) - 堀敏彦(鏡餅)
- 欽ちゃん&香取慎吾の仮装 - スペインのマタドール（欽ちゃんは第41回以来の2度目）
- 審査員 - 仮装(テーマ「世界の民族衣装」)
  - 磯野貴理子 - バリ島の花嫁
  - 藤村俊二 - スイスのチロル
  - 上原さくら - フランス人形
  - 北澤豪 - メキシコのポンチョ
  - 伊東四朗 - 日本の紋付羽織袴
  - 柴田理恵 - インドのサリー
  - 假屋崎省吾 - アラブの大富豪
  - 関根勤 - ロシアのルパシカ
  - 乙葉 - オランダのチューリップ娘
  - 山本晋也 - 日本の火消し

作品について
- 応募総数 - 7215組
- 出場 - 41組+スペシャル仮装4組
- 合格 - 28組
- 満点 - 4組
- 合格率 - 68.29%
- 満点率 - 9.76%

- 合格点 - 20点満点中15点以上
- 最高点 - 20点
- 最低点 - 9点
- 平均点 - 15.41点

| No. | 作品                        |    | 点数 | 賞             | 備考                                                                            |
| --- | --------------------------- | -- | ---- | -------------- | ------------------------------------------------------------------------------- |
| SP  | ももちゃんの新!仮装大賞2004 | － |      | (対象外)       | スペシャル仮装。出演:チンパンジーのももちゃん                                   |
| 1   | 孫悟空の連凧                | ○  | 15点 |                |                                                                                 |
| 2   | 初日の出                    | ○  | 15点 |                |                                                                                 |
| 3   | Oh!正月                     | ○  | 15点 |                |                                                                                 |
| 4   | クリスマスプレゼント        | ○  | 20点 | 第3位          |                                                                                 |
| 5   | 楽しいお正月                | ○  | 15点 |                | 第72回2番「トンネル通過」を演じた少女の作品                                     |
| 6   | 親子で乾杯                  |    | 10点 |                | 第80回19番「盗塁」を演じた少年の作品                                            |
| 7   | 私の動物園                  | ○  | 19点 | アイデア賞     | 第38回優勝組                                                                    |
| 8   | ホタルたちのクリスマスイブ  |    | 13点 |                |                                                                                 |
| 9   | ロッキー                    |    | 13点 |                | 第72回25番「モダンタイムス」の演者の作品                                        |
| 10  | 真夜中の特訓                |    | 12点 |                |                                                                                 |
| 11  | 糸電話                      | ○  | 17点 |                |                                                                                 |
| 12  | 鉛筆削り                    | ○  | 15点 |                |                                                                                 |
| 13  | 電光掲示板                  |    | 14点 |                |                                                                                 |
| 14  | いいネいいネ♥               | ○  | 17点 | 演技賞         |                                                                                 |
| 15  | カリスマ美容師              | ○  | 18点 | ファンタジー賞 |                                                                                 |
| 16  | ねずみとり                  |    | 12点 |                |                                                                                 |
| 17  | トンボの目玉                | ○  | 19点 | 努力賞         |                                                                                 |
| 18  | 歯みがきダンス              | ○  | 15点 |                | 足を歯ブラシの毛先に見立ててダンスをする。                                      |
| 19  | 新春大売出しへの道          | ○  | 16点 |                |                                                                                 |
| 20  | キツツキ                    |    | 11点 |                |                                                                                 |
| 21  | じゅうどうぶつ              | ○  | 20点 | 優勝           |                                                                                 |
| SP  | 雑草2004                    | － |      | (対象外)       | スペシャル仮装。出演:神取忍                                                     |
| SP  | 花火                        | － |      | (対象外)       | スペシャル仮装。出演:高橋レーシングチーム                                       |
| 22  | 老人と海                    | ○  | 20点 | 技術賞         |                                                                                 |
| 23  | アルプスの少女ハイジ        | ○  | 19点 |                |                                                                                 |
| 24  | ミシンで雑巾                |    | 11点 |                |                                                                                 |
| 25  | アンパンマンvsバイキンマン  |    | 14点 |                |                                                                                 |
| 26  | 棒高跳び                    | ○  | 20点 | 準優勝         | 第73回優勝組                                                                    |
| 27  | 二人三脚の天才              | ○  | 17点 |                |                                                                                 |
| 28  | のど自慢                    | ○  | 16点 |                |                                                                                 |
| 29  | 腕立て伏せ                  | ○  | 17点 |                |                                                                                 |
| 30  | 雲の上の結婚式              | ○  | 18点 |                |                                                                                 |
| 31  | 六甲おろし                  | ○  | 15点 |                |                                                                                 |
| 32  | ハネムーン                  |    | 12点 |                | 第54回20番「虫メガネで燃やしてみよう」(10点)以来6年ぶりの不合格 第58,85回優勝組 |
| 33  | 牛                          |    | 12点 |                |                                                                                 |
| 34  | パチンコフィーバー          | ○  | 17点 |                | バレーボールのトスを使ってパチンコで大当たりが出る様子を表現                    |
| 35  | チアガール                  | ○  | 17点 |                |                                                                                 |
| 36  | 冬の幽霊                    |    | 09点 |                |                                                                                 |
| 37  | 在りし日の昭和              |    | 13点 |                | 第26回優勝組                                                                    |
| 38  | ジェットスキー              | ○  | 15点 |                |                                                                                 |
| 39  | ジェットスキー              | ○  | 15点 |                | ファスナーを締める動きでジェットスキーを表現                                    |
| 40  | あつか〜                    | ○  | 15点 |                |                                                                                 |
| 41  | いろんな楽器                | ○  | 19点 | ユーモア賞     |                                                                                 |
| SP  | 世界に一つだけの花          | － |      | (対象外)       | スペシャル仮装。出演:高橋レーシングチーム                                       |

優勝 - 21番 じゅうどうぶつ
柔道の技を動物に見立て表現。
準優勝 - 26番 棒高跳び
棒高跳びの過程を四方八方からの視点で表現。
第3位 - 4番 クリスマスプレゼント
クリスマスケーキがあっという間にテディベアに変身。
技術賞 - 22番 老人と海
『老人と海』のクライマックスをダイナミックに表現。
努力賞 - 17番 トンボの目玉
トンボの目玉から見た不思議な視点を表現。
ファンタジー賞 - 15番 カリスマ美容師
長い髪を使って納豆やペンギンなどを表現。最後は紅白歌合戦の小林幸子の衣装に変身。
演技賞 - 14番 いいネいいネ♥
カメラマンに扮した少年が「いいネいいネ」と言いながら後ろに振り返るとグラビアアイドルが登場し胸(お尻で表現)を寄せたりしてポーズをとる。
ユーモア賞 - 41番 いろんな楽器
いろんなシリーズの楽器編。様々な楽器をユーモラスに表現。
アイデア賞 - 7番 私の動物園
1人で20匹の動物を表現。
- その他備考
  - 「元日（および正月三が日）」と「生放送」最後の放送。
  - 番組初の試みとして、千葉･幕張から野外でのエキシビジョンコーナーを二元生中継で実施。中継先の司会は当時日本テレビアナウンサーの藤井恒久が担当。
  - 生放送にもかかわらず出場者の紹介VTRを放送し、3時間で41組出演という構成になったが、進行のテンポが悪くなってしまった。紹介VTRはこの回を最後に廃止された。
  - 6番『親子で乾杯』と28番『のど自慢』は同一人物による作品。
  - 芸能人の作品はスペシャル仮装のみ。
  - この回は珍しく繰り上げ合格が1組もなかった。
  - 視聴率が第1回以来となる1桁を記録した。
  - 現在、40組以上出場した最後の回。

## 第72回
欽ちゃん&香取慎吾の第72回新!仮装大賞
- 放送日 - 2004年5月5日(水)19:00 - 20:54
- 収録日 - 2004年4月18日(日)
- 会場 - 千葉・幕張イベントホール
- ナレーター(仮装) - 堀敏彦(サッカーゴール)
- 欽ちゃん&香取慎吾の仮装 - サッカー日本代表・キーパー楢﨑正剛、キャプテン中田英寿
- 審査員 - 仮装(テーマ「スポーツ選手」)
  - 久本雅美 - 柔道
  - 中西哲生 - F1レーサー
  - MEGUMI - アメリカンフットボール
  - 藤村俊二 - ツール・ド・フランス（第66回以来の2度目）
  - 城戸真亜子 - ソフトボール
  - 伊東四朗 - 剣道
  - 西尾由佳理 - フェンシング
  - マギー審司 - 相撲の行司
  - 松嶋尚美 - チアリーダー
  - 山本晋也 - 乗馬

作品について
- 応募総数 - 3215組
- 出場 - 37組
- 合格 - 29組
- 満点 - 12組
- 合格率 - 78.38%
- 満点率 - 32.43%

- 合格点 - 20点満点中15点以上
- 最高点 - 20点
- 最低点 - 11点
- 平均点 - 17.35点

| No. | 作品                 |   | 点数 | 賞             | 備考                                                                              |
| --- | -------------------- | - | ---- | -------------- | --------------------------------------------------------------------------------- |
| 1   | 授業中               | ○ | 18点 |                |                                                                                   |
| 2   | トンネル通過         | ○ | 18点 | 第3位          |                                                                                   |
| 3   | 武蔵vsブルース・リー | ○ | 19点 |                | 第86回優勝組                                                                      |
| 4   | タコのデュエット     | ○ | 18点 |                |                                                                                   |
| 5   | 一年生になったら     | ○ | 19点 |                |                                                                                   |
| 6   | 剣道一直線           |   | 14点 |                |                                                                                   |
| 7   | 超2楽しい遊園地      | ○ | 20点 |                |                                                                                   |
| 8   | 千と千尋の神隠し     | ○ | 20点 | 演技賞         |                                                                                   |
| 9   | スポットライト       | ○ | 19点 |                |                                                                                   |
| 10  | ミツバチ             | ○ | 18点 |                |                                                                                   |
| 11  | パリの東京タワー     |   | 14点 |                |                                                                                   |
| 12  | 私たちの朱鷺         | ○ | 20点 | 努力賞         |                                                                                   |
| 13  | いろんな時計         | ○ | 20点 |                | いろんなシリーズの時計編                                                          |
| 14  | 蒸気機関車           | ○ | 20点 | 準優勝         |                                                                                   |
| 15  | 体育会系マンモス     |   | 14点 |                |                                                                                   |
| 16  | ボブ・サップVS曙     | ○ | 16点 |                |                                                                                   |
| 17  | パラパラマンガ       |   | 12点 |                |                                                                                   |
| 18  | シュッシュッポッポ   | ○ | 20点 |                | 出演:池谷幸雄                                                                     |
| 19  | ディスコでフィーバー | ○ | 15点 |                | 14点から繰り上げ合格                                                              |
| 20  | ゴキブリ             | ○ | 20点 | 技術賞         | 出演:梶原比出樹チーム                                                             |
| 21  | ハンマーゴング       | ○ | 16点 |                |                                                                                   |
| 22  | のび太の涙           |   | 12点 |                | 第70回優勝組                                                                      |
| 23  | クギとネジの舞い     | ○ | 17点 |                |                                                                                   |
| 24  | 掃除機でGO!          | ○ | 20点 |                | お腹に掃除機と繋いだカバーを当てて、吸引しながら様々なものを表現。第58,85回優勝組 |
| 25  | モダンタイムス       | ○ | 20点 | ファンタジー賞 |                                                                                   |
| 26  | 弓道日本一           | ○ | 18点 | ユーモア賞     |                                                                                   |
| 27  | 靴下で遊ぼう         | ○ | 18点 |                |                                                                                   |
| 28  | 家系図               | ○ | 15点 |                |                                                                                   |
| 29  | 歴史の勉強           | ○ | 20点 | アイデア賞     |                                                                                   |
| 30  | 踏切                 | ○ | 19点 |                | 第78回優勝組                                                                      |
| 31  | ダダッダッダダ       | ○ | 20点 | 優勝           |                                                                                   |
| 32  | カマキリの産卵       | ○ | 20点 |                |                                                                                   |
| 33  | 我が家のイビキ       |   | 14点 |                |                                                                                   |
| 34  | 私はティッシュ       | ○ | 18点 |                | ティッシュに扮した演者が、オネエ口調で持ち主を労る。                              |
| 35  | トイレのスッポン     |   | 12点 |                | スッポンに扮した演者が色んなものを吸引していく。                                  |
| 36  | お嬢様は魔女         | ○ | 18点 |                |                                                                                   |
| 37  | ピンポン2004         |   | 11点 |                | 出演:山崎邦正                                                                     |

優勝 - 31番 ダダッダッダダ
映画『ターミネーター2』のテーマ曲のリズムに合った音のする動き（キャベツの千切りの音・主婦がバーゲンセールに駆け込む音・使用中のトイレのドアを叩く音・漏れそうになって地面を踏む音など）を表現。演者はチームとして出場した第55回15番「釘抜き」でユーモア賞を受賞している。
準優勝 - 14番 蒸気機関車
一般の男性会社員が歯を磨きながらシャンプーをする姿を蒸気機関車の煙に見立てて表現。なお、表彰式に妻と子供2人も駆け付けており、準優勝した男性会社員はあまりの嬉しさに号泣していた。
第3位 - 2番 トンネル通過
4人の一般の女の子（当時）達がトンネルに扮し、次々に車型の食べ物を食べてトンネルに入っていく様子を表現。女の子が食べ物を無理やり口にねじ込んだり、食べきれていない様子が笑いをさそった。第44回33番「トンネル通過」に内容が酷似。山本晋也が1点も入れなかった。20点満点以外の作品がトップ3に入賞するのは満点9組の第65回で優勝の17番「枯れ葉」(19点)以来2年ぶり。
技術賞 - 20番 ゴキブリ
大量のゴキブリと戦う主婦の姿をCG風に表現。ゴキブリの作りや動きがあまりにもリアルだったために、会場から悲鳴があがった。第70回25番「ルパン三世」で準優勝のチーム。
努力賞 - 12番 私たちの朱鷺
たくさんの朱鷺が飛び立ち、最後は大きな朱鷺が羽を広げる。
ファンタジー賞 - 25番 モダンタイムス
チャップリンの『モダン・タイムス』の名場面を表現。
演技賞 - 8番 千と千尋の神隠し
一般の女の子（当時）が『千と千尋の神隠し』のキャラクターを表現。最後は顔面粉まみれでカオナシに変身。第66回23番「千と千尋の神隠し」に内容が酷似。
ユーモア賞 - 26番 弓道日本一
スキンヘッドの一般男性が矢を上に向かって放ち自らの脳天に命中させる。一度演技を失敗したが、自らやり直し演技を行い成功した。第82,92,94,98回で第72回と同じ賞を獲得する。
アイデア賞 - 29番 歴史の勉強
沢山の一般の中学生（当時）が歴史上の出来事を組体操風に表現。
- その他備考
  - セットが7代目のものに変更され、床の菱形模様が赤色に、得点パネルの各点数の横幅も3-5代目の時に戻るが、10-19点の数字間の幅が若干離れる(20は変更なし)。
  - 第63回以来の5月放送。
  - 紹介VTRとスペシャル仮装が廃止される。
  - この回から、他のバラエティ番組で多用されているトークテロップが、一部のチームで使用されるようになる。
  - 放送日がこどもの日ということで、漢字にはふりがなが付けられる。
  - 18番までの演技が終了した段階で前半合格作品ダイジェストを流す。前半合格作品ダイジェストを流したのは現在のところこの回のみ。

## 第73回
欽ちゃん&香取慎吾の第73回新!仮装大賞
- 放送日 - 2005年1月8日(土)19:00 - 20:54
- 収録日 - 2005年1月1日(土)
- 会場 - 東京・後楽園ホール
- ナレーター(仮装) - 堀敏彦(文庫本)
- 欽ちゃん&香取慎吾の仮装 - フック船長&ピーター・パン
- 審査員 - 仮装(テーマ「物語の主人公」)
  - 福澤朗 - ドラキュラ
  - 磯野貴理子 - 不思議の国のアリス
  - 藤村俊二 - ハリー・ポッター
  - 小池栄子 - ジャンヌ・ダルク
  - 山本博 - ロビン・フッド
  - 大沢啓二 - 姿三四郎
  - 柴田理恵 - メリー・ポピンズ
  - マギー審司 - アラジン
  - ベッキー - 伊豆の踊子
  - 山本晋也 - 孫悟空

作品について
- 応募総数 - 8616組
- 出場 - 35組(内1組棄権)
- 合格 - 29組
- 満点 - 8組
- 合格率 - 82.86%
- 満点率 - 22.86%

- 合格点 - 20点満点中15点以上
- 最高点 - 20点
- 最低点 - 12点
- 平均点 - 17.15点

| No. | 作品                                 |   | 点数 | 賞             | 備考                                   |
| --- | ------------------------------------ | - | ---- | -------------- | -------------------------------------- |
| 1   | 今年も気合だ扇風機                   | ○ | 15点 |                |                                        |
| 2   | 除夜の鐘                             | ○ | 16点 |                |                                        |
| 3   | キッチンDEサンバ                     | ○ | 16点 |                |                                        |
| 4   | 射的                                 | ○ | 16点 |                |                                        |
| 5   | 干支で遊ぼう!                        | ○ | 18点 |                |                                        |
| 6   | ピザを作ろう!                        | ○ | 19点 | 努力賞         |                                        |
| 7   | 雪の朝                               |   |      |                | 棄権。第75回で再挑戦                   |
| 8   | 残り少ないマヨネーズ                 | ○ | 16点 |                |                                        |
| 9   | 優勝祝い                             |   | 14点 |                | 出演:矢部太郎(カラテカ)と芸人たち      |
| 10  | ペンギン大パニック                   | ○ | 20点 | 準優勝         |                                        |
| 11  | だるまさんがころんだ                 |   | 12点 |                |                                        |
| 12  | 納豆のシンクロナイズドスイミング     | ○ | 20点 | ファンタジー賞 |                                        |
| 13  | 峠のカーブミラー                     | ○ | 18点 |                |                                        |
| 14  | 早口言葉                             | ○ | 20点 |                |                                        |
| 15  | 水中ゴーグルから見た景色             | ○ | 19点 |                | 第72回27番「靴下で遊ぼう」の演者の作品 |
| 16  | みにくいナメクジの子                 | ○ | 19点 | ユーモア賞     |                                        |
| 17  | 花火大会                             | ○ | 20点 | 第3位          |                                        |
| 18  | 大空の友情                           | ○ | 20点 | 演技賞         | 第74回優勝組                           |
| 19  | 筋肉動物園                           | ○ | 16点 |                |                                        |
| 20  | ピッチャー投げました                 |   | 12点 |                | 大福を球に見たて、野球を表現。         |
| 21  | 超2楽しい公園                        | ○ | 19点 |                |                                        |
| 22  | サッカーの特訓                       |   | 14点 |                |                                        |
| 23  | マラソン中継                         |   | 14点 |                |                                        |
| 24  | 冬のソナタ                           | ○ | 15点 |                |                                        |
| 25  | やったぜイチロー!                    | ○ | 19点 |                |                                        |
| 26  | 北斗の拳                             | ○ | 15点 |                |                                        |
| 27  | 千手観音のシンクロナイズドスイミング | ○ | 15点 |                |                                        |
| 28  | 鼻々でGO!                            | ○ | 19点 |                | 第58,85回優勝組                        |
| 29  | 仮装マジック                         | ○ | 19点 |                | 出演:マギー司郎 12点から繰り上げ合格   |
| 30  | ヒゲダンス                           | ○ | 20点 | アイデア賞     | 19点からトーク中に+1点                 |
| 31  | ドライブ                             | ○ | 15点 |                |                                        |
| 32  | 赤とんぼ                             | ○ | 20点 | 技術賞         |                                        |
| 33  | 漢字のしんにょう                     | ○ | 16点 |                |                                        |
| 34  | そしていなくなった                   | ○ | 20点 | 優勝           |                                        |
| 35  | 文房具で個人メドレー                 | ○ | 17点 |                | 第72回優勝組                           |

優勝 - 34番 そしていなくなった
四方八方からの視点で、謎の怪現象とお化けがじわじわ迫り来る恐怖を表現。第71回26番・準優勝「棒高跳び」も演じていた。
準優勝 - 10番 ペンギン大パニック
子供たちの脚をペンギンに見立て、鯨から逃げる様子を表現。
第3位 - 17番 花火大会
紙が破れる様子を花火の音と動きに見立てて表現。第70回7番「手裏剣」の演者の作品。
技術賞 - 32番 赤とんぼ
333個の竹とんぼを特殊な装置を使って飛ばし、赤とんぼが舞う姿を表現。数本の竹とんぼが天井に引っかかっていた。
努力賞 - 6番 ピザを作ろう!
巨大な布を使ってピザを作る過程を表現。
ファンタジー賞 - 12番 納豆のシンクロナイズドスイミング
納豆を混ぜる動きをシンクロに見立てて表現。
演技賞 - 18番 大空の友情
スカイダイビングでのパラシュートトラブルをリアルに演じた異色作。
ユーモア賞 - 16番 みにくいナメクジの子
体の柔らかい少女がナメクジに扮し突然カタツムリに変身。
アイデア賞 - 30番 ヒゲダンス
長髪の髪の毛をヒゲに見立て、顔を逆さの状態にして不思議な表情を披露。
- その他備考
  - 秋大会、さらに元日生放送を取りやめ、放送時間も大幅に短縮。正月大会での2時間放送は、第3回以来24年ぶり。以後放送ペースを第90回まで年2回に縮小。
  - 出場組数は春・秋大会では40組前後、正月大会では50組前後だったが、この回から共に35組前後に縮小されている。
  - 初の文字字幕放送を実施。通常放送でも本格的なテロップ挿入を開始。
  - 出場放送前日には、スペシャル番組『芸能人マル秘お正月』にて、元日収録の欽ちゃんの一日を初公開。勝俣州和・はしのえみ・Take2・松居直美・小堺一機・関根勤らが後楽園ホールに集結し、欽ちゃんから伝説の「お年玉」を渡す様子が公開された。
  - 7番「雪の朝」(作品名は番組内で言及されず)で出場予定だった3歳の少女が、演技直前に会場の雰囲気に飲まれ、泣き出すハプニングが発生。以前は強行したり、収録を後回しにする処置を取っていたが、この時は結局、収録が出来ないまま棄権扱いとなった。ステージ上でリタイアするケースは史上初で、番組内では香取が「俺やりましょうか?…7番・俺!」と発言したり、欽ちゃんがあやすために「なんでそーなるの!」といったギャグを披露して、子供をなだめる様子がそのまま放送された。この子は第75回で再度挑戦している。
  - 不合格の11番と20番の2組には番組公式グッズの「仮装大賞パネル」がプレゼントされた。

## 第74回
欽ちゃん&香取慎吾の第74回新!仮装大賞
- 放送日 - 2005年5月7日(土)19:00 - 20:54
- 収録日 - 2005年4月25日(月)
- 会場 - 東京・後楽園ホール
- ナレーター(仮装) - 堀敏彦(ハウルの動く城)
- 欽ちゃん&香取慎吾の仮装 - 怪盗ルパン&シャーロック・ホームズ
- 審査員 - 仮装(テーマ「アニメや映画の人気キャラクター」)
  - 久本雅美 - おそ松くんのイヤミ（第43回以来の2度目）
  - 藤村俊二 - インディ・ジョーンズ
  - 馬場典子 - ごくせんの山口久美子（ヤンクミ）
  - 丸山和也 - 桃太郎侍の桃太郎
  - 浜口京子 - ベルサイユのばらのオスカル
  - 高橋英樹 - シンドバッド
  - 小池栄子 - 伊豆の踊り子
  - ホリ - 西遊記の孫悟空
  - 中山エミリ - スター・ウォーズのレイア・オーガナ
  - 山本晋也 - ゲゲゲの鬼太郎（第12,54回以来の3度目）

作品について
- 応募総数 - 5376組
- 出場 - 34組
- 合格 - 26組
- 満点 - 11組
- 合格率 - 76.47%
- 満点率 - 32.35%

- 合格点 - 20点満点中15点以上
- 最高点 - 20点
- 最低点 - 10点
- 平均点 - 16.94点

| No. | 作品                           |   | 点数 | 賞             | 備考                                                                     |
| --- | ------------------------------ | - | ---- | -------------- | ------------------------------------------------------------------------ |
| 1   | 歌舞伎家族                     | ○ | 17点 |                |                                                                          |
| 2   | 白鳥の親子                     | ○ | 20点 |                |                                                                          |
| 3   | ラーメン早食い少女             | ○ | 20点 |                |                                                                          |
| 4   | イルカショー                   | ○ | 16点 |                |                                                                          |
| 5   | 新説桃太郎                     | ○ | 15点 |                | 13点から繰り上げ合格                                                     |
| 6   | 大人の階段                     | ○ | 18点 |                |                                                                          |
| 7   | ソフトクリームください         | ○ | 20点 | 第3位          |                                                                          |
| 8   | がんばります!新潟              | ○ | 18点 |                |                                                                          |
| 9   | 人気者体操                     |   | 14点 |                |                                                                          |
| 10  | 透明人間の朝寝坊               | ○ | 19点 |                |                                                                          |
| 11  | まつたけ太郎（まつたけサンバ） | ○ | 19点 |                |                                                                          |
| 12  | 親子で米作り                   | ○ | 19点 |                |                                                                          |
| 13  | 名画泥棒                       | ○ | 20点 | 優勝           |                                                                          |
| 14  | 甘えびマンボ                   | ○ | 15点 |                |                                                                          |
| 15  | 海底探査                       | ○ | 20点 | 技術賞         |                                                                          |
| 16  | 風になりたい                   | ○ | 20点 |                |                                                                          |
| 17  | マツケンサンバin東京ドーム     | ○ | 20点 | 演技賞         |                                                                          |
| 18  | 「音」で遊ぼう!                |   | 12点 |                | 72回準優勝『蒸気機関車』の演者の作品。                                   |
| 19  | 有名人のポーズでいろいろ       | ○ | 17点 |                |                                                                          |
| 20  | 渡り鳥                         | ○ | 17点 | 努力賞         |                                                                          |
| 21  | いろんな芸人指バトル           |   | 10点 |                |                                                                          |
| 22  | ごめんなさい                   | ○ | 18点 |                |                                                                          |
| 23  | おまかせ下さい                 |   | 13点 |                |                                                                          |
| 24  | クモの世界旅行                 | ○ | 20点 | 準優勝         |                                                                          |
| 25  | スパイダーマン                 |   | 13点 |                | スパイダーマンに扮し、あやとりで色んなものを表現。第72回優勝組           |
| 26  | 御用だ!                        |   | 11点 |                |                                                                          |
| 27  | ものさしで遊ぼう!              | ○ | 16点 |                |                                                                          |
| 28  | 髪の毛のタンゴ                 | ○ | 20点 | ファンタジー賞 | 出演:3バカヘッズ 19点からトーク中に+1点                                  |
| 29  | 負け犬物語                     | ○ | 15点 |                | 13点から繰り上げ合格 第67回優勝組                                        |
| 30  | 足ウラでGO!                    |   | 14点 |                | 第58,85回優勝組                                                          |
| 31  | 仁義なき空手道場               | ○ | 20点 | ユーモア賞     | 出演:梶原比出樹チーム                                                    |
| 32  | 影のハーモニー                 | ○ | 20点 | アイデア賞     | 出演:チュチュチュファミリー                                              |
| 33  | ミニ仮装大賞                   |   | 14点 |                | 小さな仮装大賞のセットで、お腹からシールを剥がすことで得点パネルも表現。 |
| 34  | 雪国のSL                       | ○ | 16点 |                | 第26回優勝組                                                             |

優勝 - 13番 名画泥棒
「モナ・リザ」を狙う泥棒。逆さに置き、歓声が。第73回18番「大空の友情」で演技賞を受賞したチームの作品。
準優勝 - 24番 クモの世界旅行
巨大なロープを蜘蛛の糸に見立て世界の名所を表現。
第3位 - 7番 ソフトクリームください
2歳の男の子がソフトクリームを注文すると、姉演じる店員自身が頭にヘアムースを乗せて、ソフトクリームになってしまう。なお、表彰の時に男の子は寝ていた。
技術賞 - 15番 海底探査
鏡のゆがみを使って水中の様子を表現。
努力賞 - 20番 渡り鳥
海上を飛ぶ白雁たちをダイナミックに表現。受賞した作品で唯一満点ではない。
ファンタジー賞 - 28番 髪の毛のタンゴ
タンゴのリズムに合わせて様々な髪型をユニークに表現。
演技賞 - 17番 マツケンサンバin東京ドーム
『マツケンサンバII』のコンサート風景を表現。演者の一般男性は第68回7番「モーニング娘。のコンサート」に続き2度目の演技賞を受賞。他にも第50回でアイデア賞、第72,82,92,94,98回でユーモア賞を獲得している。
ユーモア賞 - 31番 仁義なき空手道場
空手の技をコミカルに表現。
アイデア賞 - 32番 影のハーモニー
ジョン・レノンや松山千春、アントニオ猪木などをアカペラに乗せて影絵で表現。演じたチュチュチュファミリーは番組からのオファー出演ではなく、地区予選を勝ち抜いての出場。芸能人では2組目の受賞となった。
- その他備考
  - 放送前日から直前にかけて、5秒間のショートスポットを連続放送。
  - 19番『有名人のポーズでいろいろ』の演者がトーク中に欽ちゃんへ誕生日プレゼントを贈る。

## 特別編
欽ちゃん&香取慎吾の新!仮装大賞 in 武道館
- 放送日 - 2005年8月28日(日)13:00ごろ - 13:35ごろ
- 会場 - 東京・日本武道館
- ナレーター - 堀敏彦
- 欽ちゃん&香取慎吾の仮装 - 24時間チャリティーTシャツを着て登場
- ステージ出演者
  - 萩本欽一
  - 香取慎吾
  - 徳光和夫
  - 草彅剛ほか

| No. | 作品                   | 備考                               |
| --- | ---------------------- | ---------------------------------- |
| 1   | 恐竜の骨ダンス         | 第51回ファンタジー賞 ※改題して出場 |
| 2   | ラーメン早食い少女     | 第74回出場                         |
| 3   | 弓道日本一             | 第72回ユーモア賞                   |
| 4   | ピンポン               | 第69回優勝                         |
| 5   | 僕らの宇宙ファンタジー | 出演:岩手県立盛岡養護学校          |

- その他備考

『24時間テレビ 「愛は地球を救う」』内で放送された特別編だが、このコーナーだけは、通常の仮装大賞と同様の演出で展開され、1-4番の作品は第74回までに出場した4組が行った(4組全員が合格している)。武道館にはエスコートガールはもちろん、得点パネルまで用意された。ただし、得点パネルは5番「僕らの宇宙ファンタジー」のみ使用された(自動的に加点されたため、通常の審査ではない)。

## 第75回
欽ちゃん&香取慎吾の第75回新!仮装大賞
- 放送日 - 2006年1月7日(土)19:00 - 20:54
- 収録日 - 2006年1月1日(日)
- 会場 - 東京・後楽園ホール
- ナレーター(仮装) - 堀敏彦(日本の獅子舞)
- 欽ちゃん&香取慎吾の仮装 - 出初め式の火消し
- 審査員 - 仮装(テーマ「世界の晴れ着」)
  - 磯野貴理子 - オランダのチューリップ娘
  - コロッケ - スペインのマタ・ドール
  - 小池栄子 - 琉球の花形
  - 花田勝 - アラブの大富豪
  - 藤村俊二 - イギリスの貴族
  - 八代亜紀 - インドのサリー
  - 丸山和也 - スイスのチロル
  - 眞鍋かをり - フランス人形
  - 関根勤 - 中国の宮廷衣装
  - 山本晋也 - イギリスの近衛兵

作品について
- 応募総数 - 6577組
- 出場 - 36組
- 合格 - 31組
- 満点 - 7組
- 合格率 - 86.11%
- 満点率 - 19.44%

- 合格点 - 20点満点中15点以上
- 最高点 - 20点
- 最低点 - 10点
- 平均点 - 17.17点

| No. | 作品                    |   | 点数 | 賞             | 備考                                                                                         |
| --- | ----------------------- | - | ---- | -------------- | -------------------------------------------------------------------------------------------- |
| 1   | 新年へのバトンタッチ    | ○ | 18点 |                |                                                                                              |
| 2   | 初日の出                |   | 13点 |                |                                                                                              |
| 3   | 家族の好きな飲み物      | ○ | 18点 |                |                                                                                              |
| 4   | 京都のお正月            | ○ | 16点 |                |                                                                                              |
| 5   | お正月といえば…         | ○ | 20点 | ユーモア賞     |                                                                                              |
| 6   | モコモコ                | ○ | 19点 | 演技賞         |                                                                                              |
| 7   | 調理の歴史              | ○ | 18点 |                |                                                                                              |
| 8   | 海の仲間たち            | ○ | 19点 |                | 第38回優勝組                                                                                 |
| 9   | 八ヶ岳                  | ○ | 18点 |                |                                                                                              |
| 10  | 私 脱いだらすごいんです | ○ | 16点 |                |                                                                                              |
| 11  | デッドヒート            | ○ | 18点 |                | 自転車が疾走するときのスピード線をゴムで表現                                                 |
| 12  | サッカーでお正月        | ○ | 20点 | 第3位          |                                                                                              |
| 13  | でっかくなっちゃった!   | ○ | 16点 |                | 出演:マギー司郎&マギー審司 演技終了時は15点、合格作品紹介では16点                            |
| 14  | みんなで行進            | ○ | 17点 |                | 14点から繰り上げ合格                                                                         |
| 15  | スノーボード            | ○ | 17点 |                | 大量のティッシュ箱から、ひたすらティッシュを出し続けることで、スノーボードが滑る際の雪を表現 |
| 16  | フルーツ万華鏡          | ○ | 20点 | 努力賞         | 19点からトーク中に+1点                                                                       |
| 17  | ウルトラセブン          | ○ | 18点 |                |                                                                                              |
| 18  | 森のクマさん            |   | 11点 |                |                                                                                              |
| 19  | モーグル                | ○ | 20点 |                | 19点からトーク中に+1点 第86回優勝組                                                          |
| 20  | 逆立ち男の恋            | ○ | 17点 | 技術賞         | 第74回優勝組                                                                                 |
| 21  | 前歯ハー!               | ○ | 15点 |                | 13点から繰り上げ合格                                                                         |
| 22  | ケン玉づくし            |   | 13点 |                | けん玉を使って色んなものを表現。第72回優勝組                                                 |
| 23  | ダックスフント          | ○ | 18点 | アイデア賞     |                                                                                              |
| 24  | 見上げてごらん夜の星を  | ○ | 20点 | ファンタジー賞 |                                                                                              |
| 25  | フォー!                 | ○ | 17点 |                |                                                                                              |
| 26  | 雪の朝                  | ○ | 19点 | 審査員特別賞   | 少女が雪だるまを作る。実際に演技したのは33番と34番の間(後述)                                 |
| 27  | ソフトクリーム          |   | 12点 |                |                                                                                              |
| 28  | ルパンを狙え!           | ○ | 20点 | 準優勝         |                                                                                              |
| 29  | ぜい肉でGO!             | ○ | 19点 |                | 第58,85回優勝組                                                                              |
| 30  | ジャングル探険          | ○ | 19点 |                |                                                                                              |
| 31  | 足あとで忠臣蔵          | ○ | 20点 | 優勝           |                                                                                              |
| 32  | コーヒーカップ          | ○ | 15点 |                | コーヒーカップに扮した男性がバレエの動きでコーヒーを淹れるさまを表現                         |
| 33  | カウントダウン          | ○ | 17点 |                | 車いすの動きをつかって、様々な時計の動きを表現                                               |
| 34  | 仮装でしりとり          |   | 10点 |                | 出演:原口あきまさ&ビックスモールン                                                           |
| 35  | がんばれ!オフロードカー | ○ | 19点 |                | タイヤに扮した人間がひたすら前転をし続けることで、オフロードカーが走る様を表現した体力作品   |
| 36  | カラオケビデオ          | ○ | 16点 |                | 第26回優勝組                                                                                 |

優勝 - 31番 足あとで忠臣蔵
忠臣蔵の様子を足跡だけで表現。
準優勝 - 28番 ルパンを狙え!
スコープからの視点でルパンがスナイパーから逃げる様子を表現。
第3位 - 12番 サッカーでお正月
サッカーの技術を生かしてけん玉などを表現。
演技賞 - 6番 モコモコ
洗濯機や機関車トーマスなどを表現。
技術賞 - 20番 逆立ち男の恋
逆立ち男がプロポーズする様子を表現。第74回13番「名画泥棒」で優勝したチームの作品。
努力賞 - 16番 フルーツ万華鏡
万華鏡に現れる色とりどりのフルーツたち。
ファンタジー賞 - 24番 見上げてごらん夜の星を
「見上げてごらん夜の星を」に合わせていろいろな星座を表現。最後は星空に坂本九の笑顔が浮かび上がる。
ユーモア賞 - 5番 お正月といえば…
柔軟な体を生かして、鏡餅と初日の出を表現。
アイデア賞 - 23番 ダックスフント
ダックスフントの散歩の様子をコミカルに表現。
審査員特別賞 - 26番 雪の朝
- その他備考
  - 第73回に7番でエントリーしたが、当時3歳の女の子が泣いてしまい、演技が出来なかった家族が26番「雪の朝」で改めて出場。予定での順番では演技できなくなり、収録を後回しにする。33番と34番の間で演技をし、19点で合格した。
  - 36番「カラオケビデオ」で出場した男性は、第26回54番「無法松」で優勝するなど過去に上位三賞を7度受賞したことのある常連だが、この回が最後の出場となっている。
  - 後楽園ホールで行われた最後の回。
  - 香取慎吾は収録後、「行列のできる法律相談所」（生放送パート）に出演。香取の日テレの元日での番組出演は第71回の同番組以来、2年ぶりとなった。

## 第76回
欽ちゃん&香取慎吾の第76回新!仮装大賞
- 放送日 - 2006年5月6日(土)19:00 - 20:54
- 収録日 - 2006年4月16日(日)
- 会場 - 千葉・幕張イベントホール
- ナレーター(仮装) - 堀敏彦(カーリングのストーン)
- 欽ちゃん&香取慎吾の仮装 - ゴールデンゴールズ監督(萩本欽一)、サッカー日本代表(香取慎吾)
- 審査員 - 仮装(テーマ「スポーツ選手」)
  - 柴田理恵 - 剣道
  - ホリ - 柔道
  - 乙葉 - アメリカンフットボール
  - 藤村俊二 - 乗馬
  - 益子直美 - F-1レーサー
  - 高橋英樹 - ラグビー
  - 室井佑月 - フェンシング
  - 相田翔子 - チアリーダー
  - 山本晋也 - 相撲の行司
  - 稲垣知哉 ※週刊TVガイド編集長・寺見実 ※ザテレビジョン編集長 - キャディー・プロゴルファー 2人1組で審査

作品について
- 応募総数 - 5567組
- 出場 - 35組
- 合格 - 34組
- 満点 - 6組
- 合格率 - 97.14%
- 満点率 - 17.14%

- 合格点 - 20点満点中15点以上
- 最高点 - 20点
- 最低点 - 13点
- 平均点 - 17.86点

| No. | 作品                     |   | 点数 | 賞             | 備考                                                                                                 |
| --- | ------------------------ | - | ---- | -------------- | --- |
| 1   | おめでとう               | ○ | 19点 |                | |
| 2   | シャラポワと対決         |   | 13点 | がんばったで賞 | 唯一の不合格による特別賞                                                                             |
| 3   | 鬼太郎と妖怪たち         | ○ | 18点 |                | |
| 4   | なりたいな なりたいな    | ○ | 19点 |                | |
| 5   | クモのフィギュアスケート | ○ | 17点 |                | |
| 6   | 携帯電話                 | ○ | 19点 |                | |
| 7   | できるかな?              | ○ | 19点 |                | |
| 8   | 思いがけないお客様       | ○ | 16点 |                | |
| 9   | バルーンでいろいろ       | ○ | 18点 | 努力賞         | |
| 10  | 狼男の変身               | ○ | 17点 |                | |
| 11  | 掃除道具で遊ぼう         | ○ | 18点 |                | |
| 12  | 恐竜クァルテット         | ○ | 17点 |                | |
| 13  | パパは狼男               | ○ | 18点 |                | |
| 14  | スキージャンプ中継       | ○ | 16点 |                | |
| 15  | 金メダルの舞い           | ○ | 19点 |                | 18点からトーク中に+1点                                                                               |
| 16  | カーリング               | ○ | 17点 |                | 演者の少年（当時）はトークで「叔母（父の妹）に出てくれって言われて無理矢理出演させられた」と語った。 |
| 17  | がんばれカーリング       | ○ | 16点 |                | |
| 18  | ピロピロ笛で遊ぼう       | ○ | 20点 | 第3位          | |
| 19  | バレエ組曲 白球の湖      | ○ | 20点 | 優勝           | |
| 20  | あっ 落ちちゃった        | ○ | 18点 | 演技賞         | |
| 21  | 氣志團のコンサート       | ○ | 17点 |                | |
| 22  | ひざでGO!                | ○ | 20点 | 技術賞         | 第58,85回優勝組                                                                                      |
| 23  | 花火                     | ○ | 19点 | ファンタジー賞 | |
| 24  | ピエロと三面鏡           | ○ | 20点 | 準優勝         | |
| 25  | そば屋の出前             | ○ | 16点 |                | 第75回28番「ルパンを狙え!」で準優勝チームによる作品。                                                |
| 26  | ALWAYS 四丁目の夕日      | ○ | 19点 |                | 第75回2番「初日の出」で不合格チームによる作品。                                                      |
| 27  | Mr.ライン                | ○ | 19点 |                | 包帯を使って人間のコミカルな動きを表現。第86回優勝組                                                 |
| 28  | 明るい農村               | ○ | 15点 |                | |
| 29  | カマキリの鬼嫁日記       | ○ | 17点 |                | 二人一組でカマキリを演じていた。                                                                     |
| 30  | ツッパリの朝             | ○ | 20点 | アイデア賞     | 18点からトーク中に+2点                                                                               |
| 31  | 笑点の座布団             | ○ | 20点 | ユーモア賞     | 19点からトーク中に+1点                                                                               |
| 32  | 主婦の夢                 | ○ | 17点 |                | |
| 33  | バットマン命             | ○ | 15点 |                | 第78回優勝組                                                                                         |
| 34  | ど根性大根               | ○ | 18点 |                | 出演:3バカヘッズ                                                                                     |
| 35  | 結びの一番               | ○ | 19点 |                | |

優勝 - 19番 バレエ組曲 白球の湖
バレエと野球を組み合わせた作品。女性3人による作品だが、2人は初出場でまさか自分たちが優勝するとは思わず、1人を残し途中でバレエのリハーサルに向かってしまったため、収録中に3人そろって優勝の喜びを分かち合うことができなかった。番組最後に収録終了後の彼女たちの様子が放送された。
準優勝 - 24番 ピエロと三面鏡
三面鏡に映し出されるピエロを主婦6人で表現。
第3位 - 18番 ピロピロ笛で遊ぼう
男の子が縁日などでよく売られるピロピロ笛を使い、トリノオリンピック女子フィギュアスケートなどを再現。第76回初の満点作品。
アイデア賞 - 30番 ツッパリの朝
学校へ登校するツッパリの頭(リーゼント)が、宇宙戦艦ヤマトになる。
演技賞 - 20番 あっ落ちちゃった
女子高生がマンホールに携帯電話を落としてしまうが、中にいたおじさんが女子高生に携帯電話を拾って返す。その様子を、女子高生が自分の片手をマンホール内のおじさんの手に見立てて表現する。第50回17番・第3位「忘れられた雪だるま」の女性の作品。
技術賞 - 22番 ひざでGO!
ひざを使って、いろいろな物を表現。第58,85回優勝者の作品。第47回29番「空気清浄器」(20点)で第76回と同じく2大会連続不合格前に合格し受賞したことがあった。
努力賞 - 9番 バルーンでいろいろ
巨大風船を使い、タコなどを表現。女の子のグループの中に、男の子も1人だけ混ざっていた。
ファンタジー賞 - 23番 花火
手拍子と足踏みで花火の音を再現。
ユーモア賞 - 31番 笑点の座布団
おなかの大きな男性がおなかに紐を巻きつけ、笑点の座布団に見立てた。演技後に会場を驚かせた。第69回21番「満員電車」の演者の作品。
がんばったで賞 - 2番 シャラポワと対決
第76回唯一の不合格作品。シャラポワ選手とレイザーラモンHGが対決し、最後に福原愛になる。
- その他備考
  - 「がんばったで賞」は、表彰式中のトークで急遽設けられた賞。演者の男性が第76回唯一の不合格者となってしまったため大きな脚光を浴び、それに困惑した萩本が、特別賞として設けた。賞名は香取が付けた。賞金はなしだが、目録の代わりとして水引が手渡された。

## 第77回
欽ちゃん&香取慎吾の第77回全日本仮装大賞
- 放送日 - 2007年1月5日(金)19:00 - 20:54
- 収録日 - 2007年1月1日(月)
- 会場 - 千葉・幕張イベントホール
- ナレーター(仮装) - 堀敏彦(鏡餅)
- 欽ちゃん&香取慎吾の仮装 - 獅子舞
- 審査員 - 仮装(テーマ「世界の晴れ着」)
  - 柴田理恵 - オランダのチューリップ娘
  - 藤村俊二 - メキシコのポンチョ
  - ほしのあき - スペインのフラメンコ
  - 桜塚やっくん - スケ番恐子※仮装ではなく、普段の衣装のまま
  - 小池栄子 - インドのサリー
  - 東貴博 - アラブの大富豪
  - 室井佑月 - バリ島の花嫁
  - グラント・ロス ※フランス版仮装大賞プロデューサー - 柔道家
  - 磯野貴理 - 沖縄の紅型
  - 山本晋也 - スイスのチロル

作品について
- 応募総数 - 6734組
- 出場 - 35組
- 合格 - 31組
- 満点 - 5組
- 合格率 - 88.57%
- 満点率 - 14.29%

- 合格点 - 20点満点中15点以上
- 最高点 - 20点
- 最低点 - 10点
- 平均点 - 16.66点

| No. | 作品                              |   | 点数 | 賞             | 備考                                                                            |
| --- | --------------------------------- | - | ---- | -------------- | ------------------------------------------------------------------------------- |
| 1   | おばあちゃんの初夢                | ○ | 17点 |                |                                                                                 |
| 2   | そろばん                          | ○ | 20点 | 努力賞         |                                                                                 |
| 3   | カツオの一本釣り                  | ○ | 17点 |                |                                                                                 |
| 4   | 少林サッカー                      | ○ | 20点 | 技術賞         |                                                                                 |
| 5   | スペアを狙え!                     | ○ | 18点 |                |                                                                                 |
| 6   | 大晦日の美容室                    | ○ | 18点 |                |                                                                                 |
| 7   | ブロック崩し                      | ○ | 17点 |                | マシュマロを食べていき、ブロック崩しを表現。                                    |
| 8   | メリーX'マス&ハッピーニューイヤー | ○ | 18点 |                |                                                                                 |
| 9   | 剣道の達人                        |   | 13点 |                |                                                                                 |
| 10  | いろんな口                        | ○ | 17点 |                | 第38回優勝組                                                                    |
| 11  | お兄ちゃん だっこして!            | ○ | 19点 | 演技賞         |                                                                                 |
| 12  | サルバドール・ダリ                | ○ | 20点 | 優勝           |                                                                                 |
| 13  | スリッパで遊ぼう!                 | ○ | 16点 |                |                                                                                 |
| 14  | 銀河鉄道999                       | ○ | 19点 | ユーモア賞     |                                                                                 |
| 15  | さかな・さかな・さかな            |   | 10点 |                | 「お魚天国」を歌いながら色んな魚を表現。 72回準優勝『蒸気機関車』の演者の作品。 |
| 16  | 音符                              | ○ | 20点 | 準優勝         |                                                                                 |
| 17  | 開かずの踏切り                    | ○ | 16点 |                |                                                                                 |
| 18  | 柔軟動物ランド                    | ○ | 19点 |                |                                                                                 |
| 19  | 真夜中のUFOキャッチャー           | ○ | 19点 | ファンタジー賞 |                                                                                 |
| 20  | ハンマー投げ                      | ○ | 15点 |                | 14点から繰り上げ合格(後述)                                                      |
| 21  | 夜の音                            | ○ | 15点 |                |                                                                                 |
| 22  | あっ!毒グモだ〜                   | ○ | 15点 |                |                                                                                 |
| 23  | ビデオ再生                        | ○ | 17点 | アイデア賞     |                                                                                 |
| 24  | 背中でGO!                         |   | 12点 |                | 第58,85回優勝組                                                                 |
| 25  | カニ カニ カニ                    | ○ | 15点 |                |                                                                                 |
| 26  | 危険なマンホール                  | ○ | 16点 |                |                                                                                 |
| 27  | 競艇                              | ○ | 18点 |                |                                                                                 |
| 28  | 心電図                            | ○ | 15点 |                | 14点から繰り上げ合格                                                            |
| 29  | 私、鍛えてます                    |   | 11点 |                | 第75回10番『私 脱いだらすごいんです』の演者による作品                           |
| 30  | シャル・ウィ・ダンス?             | ○ | 20点 | 第3位          | 19点からトーク中に+1点                                                          |
| 31  | トンネル開通                      | ○ | 17点 |                |                                                                                 |
| 32  | 恋するトランプ                    | ○ | 17点 |                |                                                                                 |
| 33  | 潜望鏡                            | ○ | 15点 |                |                                                                                 |
| 34  | スッポン!                         | ○ | 16点 |                | 出演:楽珍トリオ                                                                 |
| 35  | 版画の中の卒業式                  | ○ | 16点 |                |                                                                                 |

優勝 - 12番 サルバドール・ダリ
筆で富嶽三十六景をなぞると、背面から墨が浮かび上がり、だまし絵の手法でサルバドール・ダリの顔になる。
準優勝 - 16番 音符
剣玉を使って第九の音符を表現。時おり絶妙に入る四分休符に会場から笑いがもれた。
第3位 - 30番 シャル・ウィ・ダンス?
2体セットの等身大の人形の上半身と下半身に入り、社交ダンスを踊るカップルを一人で表現。身体を完全に人形の中に入れてしまっており、出てこれないままインタビューを受けた。
ユーモア賞 - 14番 銀河鉄道999
第76回30番「ツッパリの朝」の演者による作品。最後はブラインドが回転し鉄郎とメーテルが登場する。
ファンタジー賞 - 19番 真夜中のUFOキャッチャー
真夜中にUFOキャッチャーと景品たちが踊り出す。チアリーディングを巧みに取り入れた作品。
努力賞 - 2番 そろばん
少年の掛け声にあわせてリアルなそろばんの珠で計算する。
技術賞 - 4番 少林サッカー
キーパーとシューターの激しい戦いを様々な角度で表現。
演技賞 - 11番 お兄ちゃん だっこして!
軍艦巻きや滑り台などを兄妹で表現。
アイデア賞 - 23番 ビデオ再生
ビデオのコマ送りの様々な走査線を大縄跳びで表現。
- その他備考
  - タイトルが再び『欽ちゃん&香取慎吾の第○○回全日本仮装大賞』になり、タイトルロゴも金を基調としたものにリニューアル。
  - この回から左上表示の仮装名のテロップに金色の背景がつき、派手になる。
  - オープニングには、テーマ曲と共に審査員が入場して着席し司会者を迎えるという、通常では収録前に行われる審査員入場を組み入れた(第70回の放送時のようなアフレコ合成ではない。第78回もこの形式で放送)。
  - フランスでも『仮装大賞』が開始されたのを機に、同番組のプロデューサーであるグラント・ロスが審査員として登場した。
  - 前回の第76回で唯一不合格だった挑戦者が20番で登場し、15点でお情け合格した。

## 第78回
欽ちゃん&香取慎吾の第78回全日本仮装大賞
- 放送日 - 2007年5月5日(土)19:00 - 20:54
- 収録日 - 2007年4月22日(日)
- 会場 - 東京・東京ビッグサイト
- ナレーター(仮装) - 堀敏彦(テレビ)
- 欽ちゃん&香取慎吾の仮装 - ボストン・レッドソックスの松坂大輔、メジャーリーグのチームやゴールデンゴールズをごちゃ混ぜにしたユニフォーム
- 審査員 - 仮装(テーマ「子供の頃に憧れていた有名人」)
  - 藤村俊二 - アインシュタイン
  - 久本雅美 - ジャンヌ・ダルク
  - 佐野史郎 - 『喰いタン2』の五十嵐修稔※仮装ではなく、ドラマの衣装
  - 南海キャンディーズ - ジョン・レノン(山ちゃん)、オノ・ヨーコ(しずちゃん)
  - パンツェッタ・ジローラモ - ナポレオン
  - 井上和香 - マリー・アントワネット
  - 石田衣良 - チャップリン
  - 矢口真里 - フローレンス・ナイチンゲール
  - キャイ〜ン - 聖徳太子(ウド鈴木)、卑弥呼(天野ひろゆき)
  - 山本晋也 - ベートーベン

作品について
- 応募総数 - 5409組
- 出場 - 33組
- 合格 - 26組
- 満点 - 9組
- 合格率 - 78.79%
- 満点率 - 27.27%

- 合格点 - 20点満点中15点以上
- 最高点 - 20点
- 最低点 - 10点
- 平均点 - 17.00点

| No. | 作品                       |   | 点数 | 賞             | 備考 |
| --- | -------------------------- | - | ---- | -------------- | --- |
| 1   | アサガオの観察日記         | ○ | 20点 |                | 第50回以来4回目のトップバッター20点満点                                                                                      |
| 2   | ことわざでしりとり         | ○ | 18点 |                | |
| 3   | 海難救助                   | ○ | 19点 |                | |
| 4   | カニの土俵入り             | ○ | 20点 | 演技賞         | |
| 5   | 新品のスニーカー           | ○ | 20点 | 努力賞         | |
| 6   | 東京タワーを建てた男達     | ○ | 20点 |                | |
| 7   | ペンギンサーカス           | ○ | 16点 |                | |
| 8   | 顔面運動会                 | ○ | 15点 |                | |
| 9   | ウルトラマン               | ○ | 18点 |                | |
| 10  | 帰ってきた浦島太郎の亀     |   | 10点 |                | |
| 11  | すね毛でGO!                |   | 13点 |                | 第58,85回優勝組 |
| 12  | そしてグチャグチャになった | ○ | 18点 | アイデア賞     | |
| 13  | たて笛                     | ○ | 16点 |                | |
| 14  | シンクロファンタジー       |   | 12点 |                | |
| 15  | 孫悟空                     | ○ | 20点 | ファンタジー賞 | |
| 16  | 柔軟ガールズ               |   | 13点 |                | 第77回18番｢柔軟動物ランド｣のチームによる作品                                                                                 |
| 17  | ど根性大根                 | ○ | 19点 |                | |
| 18  | チョキチョキガールズ       | ○ | 20点 |                | 第77回19番「真夜中のUFOキャッチャー」でファンタジー賞のチームによる作品                                                      |
| 19  | メタボリック・ニッポン     | ○ | 19点 |                | |
| 20  | サイコロ数え歌             | ○ | 19点 | 技術賞         | |
| 21  | 全日本わんこそば大賞       | ○ | 16点 |                | 腹筋をしながら次々とわんこそばを食べる様子を表現し、お椀を得点パネルに見立てる。74回3番「ラーメン早食い少女」のリメイク。    |
| 22  | いろんなリン               | ○ | 19点 |                | |
| 23  | 池に映る風景               | ○ | 20点 | 優勝           | |
| 24  | 跳び箱                     | ○ | 15点 |                | |
| 25  | 水泳世界選手権             | ○ | 15点 |                | 飛び込みのポーズから全員で水槽のサイダーをひたすらストローで飲む事で水泳の様子を表現。あまりのシュールさに会場中が失笑した。 |
| 26  | ルービックキューブで色々   | ○ | 19点 |                | 第72回優勝組 |
| 27  | いただきますイコライザー   | ○ | 17点 |                | 16点からトーク中に+1点 |
| 28  | ハエを追う人               |   | 12点 |                | |
| 29  | 暑〜い!                    | ○ | 20点 | 第3位          | 第86回優勝組 |
| 30  | 僕の彼女が怒った理由       | ○ | 20点 | 準優勝         | 出演:梶原比出樹チーム |
| 31  | 弁髪でいろいろ             |   | 12点 |                | 出演:楽珍トリオ |
| 32  | ニューヨークのサーチライト |   | 12点 |                | |
| 33  | サンダーバード             | ○ | 19点 | ユーモア賞     | |

優勝 - 23番 池に映る風景
池のそばにいる人が水面に映る様子を、主婦が実際に逆さまにぶら下がった状態で表現。息子が上にいた。
準優勝 - 30番 僕の彼女が怒った理由
デート中に彼女が「何すんのよ！」と怒った理由を黒子とリバースを使って表現。
第3位 - 29番 暑〜い!
ゾウの着ぐるみを脱いだ父親の中からさらに女の子が登場し「あ〜暑かった」と一言。女の子は、あらかじめ、着ぐるみの帽子の中に隠れていた。トリック仮装。
ユーモア賞 - 33番 サンダーバード
揖保乃糸を食べてサンダーバードの噴射を表現。この男性は第76回30番・アイデア賞「ツッパリの朝」、第77回14番・ユーモア賞「銀河鉄道999」に次いで3大会連続の受賞となった。
ファンタジー賞 - 15番 孫悟空
クラスでキント雲に乗った孫悟空を表現。
技術賞 - 20番 サイコロ数え歌
サイコロの出目(目を顔を黒塗りにした出場者が担当)でいろいろな物を表現。
努力賞 - 5番 新品のスニーカー
腕を使って靴紐を表現、最後に靴の緑の模様に扮した人が結んで完成させる。
演技賞 - 4番 カニの土俵入り
カニに扮した(顔を蟹の目玉になるように塗っている)女の子2人でカニの土俵入りをユーモラスに表現。
アイデア賞 - 12番 そしてグチャグチャになった
ドミノ倒しの要領で次々に物が倒れていく様子を表現。
- その他備考
  - セットが8代目のものに変更、全体的に豪華になる。得点パネルは幅が従来のものより長めで両端が丸くなり、フォントも第2回から約30年間親しまれたFunction Boldから特徴の無いゴシック体に変更される。床の模様、合格者席も大幅に変更された。
  - 10番の演技中に演者が台詞を忘れてしまい、急遽予定にはなかった野球拳を披露したが、結果は不合格。
  - 特別審査員として佐野史郎が参加。全33作品に厳しく審査し丁寧にコメントを付けており、隣に座っていた久本雅美が随時そのコメントを発表していた。
  - 準優勝の「僕の彼女が怒った理由」は後に「世界1のSHOWタイム〜ギャラを決めるのはアナタ〜」でも披露されたが、結末が異なるバージョンとなっている。

## 第79回
欽ちゃん&香取慎吾の第79回全日本仮装大賞
- 放送日 - 2008年1月5日(土)19:00 - 20:54
- 収録日 - 2008年1月3日(木)
- 会場 - 東京・東京国際展示場(ビッグサイト)
- ナレーター(仮装) - 堀敏彦(テレビ)
- 欽ちゃん&香取慎吾の仮装 - ボストン・レッドソックスの松坂大輔、24時間マラソンの欽ちゃん
- 審査員 - 仮装(テーマ「憧れのヒーロー・ヒロイン」)
  - 柴田理恵 - 妖怪人間ベムのベラ
  - はしのえみ - 風の谷のナウシカのナウシカ
  - トシ（タカアンドトシ） - 北斗の拳のケンシロウ
  - タカ（タカアンドトシ） - ドラゴンボールシリーズの孫悟空（青年時代）
  - ギャル曽根 - 美少女戦士セーラームーンシリーズのセーラームーン
  - 東国原英夫 - ルパン三世のルパン
  - 藤村俊二 - スーパーマン
  - 磯野貴理 - アルプスの少女ハイジのハイジ
  - 古市幸子 - 銀河鉄道999のメーテル
  - 山本晋也 - 一休さんの一休さん

作品について
- 応募総数 - 6795組
- 出場 - 38組
- 合格 - 35組
- 満点 - 15組
- 合格率 - 92.11%
- 満点率 - 39.47%

- 合格点 - 20点満点中15点以上
- 最高点 - 20点
- 最低点 - 13点
- 平均点 - 17.97点

| No. | 作品                         |   | 点数 | 賞             | 備考 |
| --- | ---------------------------- | - | ---- | -------------- | --- |
| 1   | 日本の行事                   | ○ | 18点 |                | |
| 2   | 明けましておめでとう         | ○ | 19点 |                | |
| 3   | 白雪姫                       | ○ | 20点 |                | 第38回優勝組 |
| 4   | 優勝したおすもうさん         | ○ | 15点 |                | |
| 5   | クジャク                     | ○ | 18点 |                | |
| 6   | 洗濯機                       | ○ | 20点 | アイデア賞     | |
| 7   | E.T.                         |   | 14点 |                | |
| 8   | 待て〜ルパン!                | ○ | 20点 | 第3位          | |
| 9   | 24時間マラソン               | ○ | 15点 |                | 出演:東貴博 |
| 10  | トムとジェリー               | ○ | 16点 |                | |
| 11  | オペラ歌手                   |   | 13点 |                | |
| 12  | お母さんは大変               | ○ | 20点 | 演技賞         | |
| 13  | 扇の舞い                     | ○ | 15点 |                | 第78回優勝組 |
| 14  | UFO                          | ○ | 20点 | 努力賞         | |
| 15  | セイウチショー               | ○ | 17点 |                | 16点からトーク中に+1点 |
| 16  | 右手から左手へうけながすの歌 | ○ | 16点 |                | |
| 17  | 大掃除で名画                 |   | 14点 |                | |
| 18  | オリンピックハイライト       | ○ | 19点 |                | |
| 19  | 料理道具でEnjoy!             | ○ | 18点 |                | |
| 20  | 食虫植物                     | ○ | 17点 |                | |
| 21  | 蛇使い                       | ○ | 20点 |                | |
| 22  | カリブの海賊                 | ○ | 17点 |                | 出演:野々村真ファミリー |
| 23  | がんばれ!ナマケモノ          | ○ | 15点 |                | |
| 24  | 泡あわファンタジー           | ○ | 20点 | ファンタジー賞 | |
| 25  | 穴の開いた靴下でいろいろ     | ○ | 20点 |                | |
| 26  | 呪われた部屋                 | ○ | 17点 |                | |
| 27  | モーグルスキー               | ○ | 20点 | ユーモア賞     | |
| 28  | 池田屋事件階段落ち           | ○ | 20点 | 準優勝         | |
| 29  | 落書きフレンズ               | ○ | 20点 |                | 少年の書いた落書きが人間の姿になり、サッカーで遊ぶストーリーの作品。雨で落書きが消えてしまう中で少年と別れを告げるラストに会場は感動 |
| 30  | 納豆'sブートキャンプ         | ○ | 16点 |                | |
| 31  | 酔っぱらっちゃった           | ○ | 19点 |                | 泥酔したサラリーマンの歪んでいく視界をリアルに再現                                                                                   |
| 32  | 新幹線の静岡駅               | ○ | 20点 |                | 雑巾がけで静岡駅を通り過ぎていく新幹線を表現                                                                                         |
| 33  | 2匹のアオムシ                | ○ | 19点 |                | 青虫の恋を表現 |
| 34  | 引越しのお手伝い             | ○ | 19点 |                | 第86回優勝組 |
| 35  | 演歌の男道                   | ○ | 20点 | 技術賞         | 出演:梶原比出樹チーム |
| 36  | 燃えよ!北京オリンピック      | ○ | 20点 |                | ブルース・リーの声を上げながら様々なオリンピック選手の人形を操作する。第76回22番「ひざでGO!」(20点)以来の合格 第58,85回優勝組        |
| 37  | 時計                         | ○ | 20点 | 優勝           | |
| 38  | 北斗の拳の大そうじ           | ○ | 17点 |                | 3回連続受賞した男性による作品 |

優勝 - 37番 時計
ラジオ体操に合わせて、全身でアナログ時計の長針と短針に仮装して6時や12時などを表現。最後はアルプスの少女ハイジとおじいさんが出てくるというオチ。
なお優勝した時、非常に興奮したと同時にナンバープレートを投げ飛ばした。また、メンバーの一般男性が片手でトロフィーを持ち上げた。
準優勝 - 28番 池田屋事件階段落ち
人形と人間を使って階段落ちを表現。最後に「き、欽ちゃん…」という捨て台詞を残した。
第3位 - 8番 待て〜ルパン!
後転の動きを活かして、銭型警部とルパン三世の追いかけっこを一人で表現。
ユーモア賞 - 27番 モーグルスキー
たるんだお腹をコブに見立ててモーグルスキーを表現。
ファンタジー賞 - 24番 泡あわファンタジー
洗顔フォームの泡で美しい冬景色を表現。
努力賞 - 14番 UFO
皿回しの技術を生かして、UFOの大群が飛来する様子を表現。
技術賞 - 35番 演歌の男道
アングル移動やアップなどで演歌のプロモーションビデオを表現。最多優勝チームによる作品。
演技賞 - 12番 お母さんは大変
4歳の女の子（当時）がお母さんの一日を表現。
アイデア賞 - 6番 洗濯機
洗濯物が回る様子を柔道の乱取りの動きで表現。
- その他備考
  - 「松の内」最後の放送。
  - この回より地上デジタル放送ではハイビジョン放送となる。
  - 欽ちゃんは前回の第78回に引き続き、ボストン・レッドソックスの松坂大輔の衣装で登場。
  - トーク時に使われていたテロップがなくなる。
  - 当時の番組史上最多となる15組が満点を獲得。
  - 番組史上初めて全部の賞を20点満点が独占した。

## 第80回
欽ちゃん&香取慎吾の第80回全日本仮装大賞
- 放送日 - 2008年5月3日(土)19:00 - 20:54
- 収録日 - 2008年4月27日(日)
- 会場 - 東京・JCBホール
- ナレーター(仮装) - 堀敏彦(仮装大賞の合格メダル)
- 欽ちゃん&香取慎吾の仮装 - タキシード（欽ちゃん）・紋付羽織袴（香取慎吾）
- 審査員 - 仮装(テーマ「なし。80回を記念して、正装で出演」)
  - 久本雅美
  - 佐野史郎
  - 小倉優子
  - 藤村俊二
  - 川原亜矢子
  - 渡辺いっけい
  - 堀ちえみ
  - 森重達裕 ※読売新聞記者
  - 並木朋子 ※TVガイド編集長、藤田薫 ※ザテレビジョン編集長 2人1組で審査
  - 山本晋也

作品について
- 応募総数 - 4356組
- 出場 - 31組
- 合格 - 23組
- 満点 - 8組
- 合格率 - 74.19%
- 満点率 - 25.81%

- 合格点 - 20点満点中15点以上
- 最高点 - 20点
- 最低点 - 8点
- 平均点 - 16.19点

| No. | 作品                       |   | 点数 | 賞             | 備考                                                                            |
| --- | -------------------------- | - | ---- | -------------- | ------------------------------------------------------------------------------- |
| 1   | ドレミのうた2008           | ○ | 16点 |                | ドレミの歌をアレンジして表現。                                                  |
| 2   | 盆栽                       | ○ | 15点 |                | 出演:にしおかすみこ                                                             |
| 3   | どこのどいつだい!?         | ○ | 16点 |                |                                                                                 |
| 4   | カメレオンの一撃           | ○ | 16点 |                |                                                                                 |
| 5   | オムライス一本勝負         | ○ | 20点 | ユーモア賞     |                                                                                 |
| 6   | 心電図                     |   | 14点 |                | 出演:勝俣州和                                                                   |
| 7   | 富士山の歴史               | ○ | 17点 |                |                                                                                 |
| 8   | 雨あがり                   | ○ | 19点 | 演技賞         |                                                                                 |
| 9   | 決勝戦                     | ○ | 17点 |                | 父と娘が尻を使って野球の決勝戦を表現。最後は「白熱のケツ勝戦でした」で締める。  |
| 10  | 海の万華鏡                 | ○ | 20点 | ファンタジー賞 |                                                                                 |
| 11  | ストライク                 |   | 14点 |                | 13点からトーク中に+1点                                                          |
| 12  | 鏡で遊ぼう                 | ○ | 19点 |                |                                                                                 |
| 13  | 鍵を忘れた                 | ○ | 16点 |                |                                                                                 |
| 14  | 洗車機go!go!               | ○ | 15点 |                | 出演:日テレ女子アナウンサー「go!go!ガールズ(鈴江奈々、葉山エレーヌ、夏目三久)」 |
| 15  | 洗車機                     | ○ | 20点 | 努力賞         |                                                                                 |
| 16  | カメレオン                 | ○ | 20点 | 準優勝         |                                                                                 |
| 17  | 耳でGO!                    | ○ | 15点 |                | 第58,85回優勝組                                                                 |
| 18  | 新郎新婦の影               |   | 10点 |                |                                                                                 |
| 19  | 盗塁                       | ○ | 20点 | アイデア賞     |                                                                                 |
| 20  | 空とぶいろいろ             | ○ | 20点 |                |                                                                                 |
| 21  | バリ島の線香花火2008       | ○ | 19点 |                | 出演:WAHAHA本舗                                                                 |
| 22  | 斬る!                      |   | 14点 |                |                                                                                 |
| 23  | 真夜中の自動改札           | ○ | 20点 | 第3位          |                                                                                 |
| 24  | ハニカミ王子ホールインワン |   | 13点 |                | 出演:ゴルゴ松本・ザブングルの加藤歩                                             |
| 25  | ラインでシネマ             | ○ | 18点 | 技術賞         | 第86回優勝組                                                                    |
| 26  | マッサージチェア           | ○ | 17点 |                | 「ジンギスカン」に合わせてマッサージチェアに振り回される様子を表現。            |
| 27  | 13日の金曜日               |   | 11点 |                |                                                                                 |
| 28  | 富士山大噴火               | ○ | 15点 |                | 出演:池谷幸雄                                                                   |
| 29  | 風邪ぎみの横綱             |   | 08点 |                | くしゃみをしながら四股を踏む力士の表情を表現。                                  |
| 30  | 指揮者オランウータン       | ○ | 20点 | 優勝           | 出演:梶原比出樹チーム                                                           |
| 31  | タイタニック               |   | 08点 |                | 出演:安田大サーカス（団長安田が本名の安田裕己名義で出演）                       |

優勝 - 30番 指揮者オランウータン
オランウータンが指揮する様子をコミカルに表現。最多優勝チームの作品。
準優勝 - 16番 カメレオン
ダンボールのギザギザの各面に違う模様を施し、見せる角度を少しずつ変えることでカメレオンの肌の色が変化する様子を表現。
第3位 - 23番 真夜中の自動改札
扉が開閉する動きなどを用いて、自動改札機をミュージカル風に表現。
ユーモア賞 - 5番 オムライス一本勝負
オムライスができあがる過程をプロレスの技を使って表現。
ファンタジー賞 - 10番 海の万華鏡
万華鏡の世界を海の生物を用いて美しく表現。
技術賞 - 25番 ラインでシネマ
包帯を使って有名な映画のワンシーンを表現。
努力賞 - 15番 洗車機
THE BLUE HEARTSの「リンダリンダ」に合わせ、左右上部の大勢の人間がシャンプーをすることで洗車機の動きを表現。
演技賞 - 8番 雨あがり
雨あがりに現れたカタツムリを親子が足を使って表現。
アイデア賞 - 19番 盗塁
茶色い布にベースを取りつけ、それを足で引き寄せることで、盗塁をする様子を表現。
- その他備考
  - 80回記念大会。80回の歴史の中で初めて司会者、審査員が仮装をせずに正装で出演(萩本のタキシード姿は第2回以来)。オープニングの冒頭では第1回の映像の一部分から始まり、歴史や海外での放送を短時間で紹介。そのナレーターは田中美佐子が担当した。
  - 80回を記念して、審査員経験者であるタモリ、所ジョージ、森光子らの祝福メッセージが放送された。
  - トーク時のテロップと、番組の最後にもう一度優勝作品を放送する演出が復活。
  - 7組もの芸能人が参加。芸能人参加者で最初に不合格になった勝俣は、それ以降は不合格者代表とし、不合格者を慰める役として登場した。ゴルゴ&加藤コンビも演技後、同様の役割を担当。
  - 11番「ストライク」の演技中、頭でピンを倒すはずが、セットを持ち上げる際に倒して失敗。
  - 15番までの演技が終了した段階で「歴代優勝作品メドレー」が放送された。
  - 29番「風邪気味の横綱」の演技中、後から出す予定だった鼻水が最初から出てしまい失敗。
  - 第71回以来の1桁得点の不合格作品が出現(29番と、安田大サーカスによる31番)。
  - この回を最後にレギュラー審査員の山本晋也と藤村俊二が降板。
  - 第2回より続いてきた、10名の審査員が1人あたり2点の持ち点で審査する方式がこの回を最後に一旦見直される。第81回は審査経験の少ない審査員5人体制になるなど、審査方法が大幅に刷新される。